# Manatsu no Sounds Good!
Manatsu no Sounds Good! (真夏のSounds good !?) è il ventiseiesimo singolo del gruppo di idol giapponesi AKB48, pubblicato il 23 maggio 2012.

## Il singolo
Accordingo to Kibezine.com Archiviato il 18 novembre 2016 in Internet Archive., Il singolo è stato pubblicato in tre versioni: edizione regolare Type-A, edizione regolare Type-B ed edizione Theater.
Entrambe le edizioni regolari comprendono un CD ed un DVD. Per un periodo limitato di tempo, le edizioni regolari includevano una cartolina per votare il successivo singolo che le AKB48 avrebbero dovuto pubblicare. Una limitata quantità delle edizioni regolari (le cosiddette "first press" o "limited issue") avevano una copertina differente ed un biglietto per un evento in cui il gruppo incontrerà i propri fan.
L'edizione "theater" invece comprende esclusivamente il CD e non contiene la cartolina per votare. Tuttavia contiene un biglietto per l'evento di incontro del gruppo.

## Tracce
Edizione regolare Type-A
CD
1. Manatsu no Sounds Good! (真夏のSounds good!)
2. Mittsu no Namida (3つの涙) 	Special Girls
3. Chōdai, Darling! (ちょうだい、ダーリン!, Chōdai, Dārin!)
4. Manatsu no Sounds Good! (off vocal ver.)
5. Mittsu no Namida (off vocal ver.)
6. Chōdai, Darling! (off vocal ver.)

DVD
1. Manatsu no Sounds Good! (Music Video)
2. Manatsu no Sounds Good! (Music Video -Dance ver.-)
3. Mittsu no Namida (Music Video)
4. Chōdai, Darling! (Music Video)
5. AKB48 # 7th Single Senbatsu Sōsenkyo Shutsuba Member Profile Eizō (Type-A) (AKB48 # 7thシングル 選抜総選挙 出馬メンバープロフィール映像<Type-A>)

Edizione regolare Type-B
CD
1. Manatsu no Sounds Good! (真夏のSounds good!)
2. Mittsu no Namida (3つの涙) 	Special Girls
3. Gugutasu no Sora (ぐぐたすの空)
4. Manatsu no Sounds Good! (off vocal ver.)
5. Mittsu no Namida (off vocal ver.)
6. Gugutasu no Sora (off vocal ver.)

DVD
1. Manatsu no Sounds Good! (Music Video)
2. Manatsu no Sounds Good! (Music Video -Dance ver.-)
3. Mittsu no Namida (Music Video)
4. Gugutasu no Sora (Music Video)
5. AKB48 # 7th Single Senbatsu Sōsenkyo Shutsuba Member Profile Eizō (Type-B) (AKB48 # 7thシングル 選抜総選挙 出馬メンバープロフィール映像<Type-B>)

Edizione Theater
1. Manatsu no Sounds Good! (真夏のSounds good!)
2. Mittsu no Namida (3つの涙) 	Special Girls
3. Kimi no Tame ni Boku wa... (君のために僕は…)
4. Manatsu no Sounds Good! (off vocal ver.)
5. Mittsu no Namida (off vocal ver.)
6. Kimi no Tame ni Boku wa... (off vocal ver.)

## Membri
Manatsu no Sounds Good!
- Team A: Omori Miyu, Asuka Kuramochi, Haruna Kojima, Rino Sashihara, Mariko Shinoda, Aki Takajō, Minami Takahashi, Atsuko Maeda
- Team K: Tomomi Itano, Yūko Ōshima, Minami Minegishi, Sae Miyazawa, Yui Yokoyama
- Team B: Tomomi Kasai, Yuki Kashiwagi, Rie Kitahara, Mayu Watanabe
- Team 4: Maria Abe (her first A-side), Miori Ichikawa (first), Anna Iriyama (first), Haruka Shimazaki (first), Haruka Shimada (first), Miyu Takeuchi (first), Suzuran Yamauchi, Karen Iwata (first), Rena Katō (first), Rina Kawaei (first), Juri Takahashi (first)
- SKE48 Team S / AKB48 Team K: Jurina Matsui
- SKE48 Team S: Yuria Kizaki (first), Rena Matsui
- SKE48 Team KII: Akane Takayanagi (first)
- SKE48 Team E: Kanon Kimoto (first)
- NMB48 Team N / AKB48 Team B: Miyuki Watanabe
- NMB48 Team N: Sayaka Yamamoto
- NMB48 Team M: Eriko Jō (first)
- HKT48: Team H Haruka Kodama (first)

Mittsu no Namida
- Team A: Misaki Iwasa, Aika Ōta, Shizuka Ōya, Chisato Nakata, Sayaka Nakaya, Ami Maeda, Matsubara Natsumi
- Team K: Sayaka Akimoto, Mayumi Uchida, Umeda Ayaka, Ayaka Kikuchi, Tomomi Nakatsuka, Moeno Nitō, Misato Nonaka
- Team B: Kana Kobayashi, Mika Komori, Amina Satō, Sumire Satō, Natsuki Satō, Mariya Suzuki, Rina Chikano, Yuka Masuda, Miho Miyazaki
- Team 4: Mina Oba, Yūka Tano, Mariko Nakamura, Mariya Nagao
- Kenkyūsei: : Rina Izuta, Miyū Ōmori, Natsuki Kojima, Marina Kobayashi, Erena Saeed Yokota, Yukari Sasaki, Wakana Natori, Rina Hirata, Nana Fujita, Tomu Mutō, Ayaka Morikawa

Chōdai, Darling!
- Team A: Rino Sashihara, Mariko Shinoda, Minami Takahashi, Atsuko Maeda
- Team K: Tomomi Itano, Yūko Ōshima
- Team B: Kashiwagi Yuki, Mayu Watanabe
- Team 4: Rena Katō, Haruka Shimazaki

Gugutasu no Sora
Center: Haruka Ishida
- Team A: Haruka Katayama, Asuka Kuramochi, Aki Takajō, Haruka Nakagawa
- Team K: Miku Tanabe, Reina Fujie, Sakiko Matsui, Yui Yokoyama
- Team B: Haruka Ishida, Rie Kitahara, Shihori Suzuki
- Team 4: Shiori Nakamata
- SKE48 Team S: Rena Matsui
- SKE48 Kenkyūsei: Kaori Matsumura
- NMB48 Team N: Yūki Yamaguchi, Sayaka Yamamoto[5]

Kimi no Tame ni Boku wa...
Center: Yūko Ōshima
- Team A: Misaki Iwasa
- Team K: Yūko Ōshima, Sae Miyazawa, Yui Yokoyama
- Team B: Yuki Kashiwagi, Rie Kitahara, Mayu Watanabe
- Team 4: Mariya Nagao

## Classifiche
| Classifica (2011)                            | Posizione più alta |
| -------------------------------------------- | ------------------ |
| Giappone (Oricon)                            | 1                  |
| Giappone (Billboard Billboard Japan Hot 100) | 1                  |